# Борки (Вилейский район)
Борки (бел. Боркі) — упразднённая деревня в Вилейском районе Минской области Белоруссии. Была уничтожена немецкими карателями в ходе операции 23-27 сентября 1942 года. Согласно отчёту командира карателей, в ходе «акции» в деревне было расстреляно 705 человек. Одна из 186 белорусских деревень, которая после уничтожения гитлеровцами не смогла возродиться, так как была уничтожена со всеми жителями, включая матерей и грудных детей, немощных стариков и инвалидов.

## Карательная акция
Приказ об уничтожении деревень Борисовка, Борки и Заболотье был выдан 3-му батальону 15-го полицейского полка и приданному ему 16-му жандармскому мотовзводу, сконцентрированным в данном районе 22 сентября, на следующий день. Рано утром 23 сентября 1942 г. деревни были окружены. Имущество, домашние животные, инвентарь, зерно, а также повозки и машины жителей были конфискованы. 24 сентября деревни были сожжены.
После фильтрации жителей с «выделением безусловно благонадежных семейств» было расстреляно: в Борисовке 169 чел., в Борках — 705 чел., в Заболотье — 289 чел.
Деревня увековечена в мемориальном комплексе «Хатынь».

## Память
В 1955 году на братских могилах поставлены обелиск и стела. В 2012 году проведена реконструкция памятника.